# Engadget
Engadget – wielojęzyczna sieć blogów poświęconych technice. Składa się z dziesięciu blogów, czterech anglojęzycznych oraz sześciu wersji międzynarodowych.
Engadget powstał w 2004 roku. W ciągu miesiąca portal odwiedza 25 mln unikalnych użytkowników.